# Taiwanische Badmintonmeisterschaft 1990
Die Taiwanische Badmintonmeisterschaft der Saison 1989/1990 war die 35. Auflage der nationalen Titelkämpfe von Taiwan im Badminton. Die Meisterschaft fand bereits im Dezember 1989 statt.

## Titelträger
| Disziplin    | Sieger                       |
| ------------ | ---------------------------- |
| Herreneinzel | Liu En-hung                  |
| Dameneinzel  | Chen Hsiao-li                |
| Herrendoppel | Ger Shin-ming Yang Shih-jeng |
| Damendoppel  | Lin Hui-hsu Kang Chia-yi     |
| Mixed        | Lin Chian-chow Kang Chia-yi  |